# Bushmaster Firearms International
Pour les articles homonymes, voir Bushmaster.
Bushmaster est une PME des États-Unis fondée en 1973 qui fabrique et crée des armes à feu de type « nouvelle génération ». Elle fait partie du Freedom Group dont Cerberus Capital Management est un des actionnaires depuis 2009. La fabrique d'armes qui était à Windham dans le comté de Cumberland (Maine) et employait 65 personnes a été transférée en 2011 à Ilion (New York) dans le comté de Herkimer.
Elle a fabriqué le Bushmaster M17/M17S de conception australienne jusqu'en 2005. Actuellement, Bushmaster fabrique des M4A2 et A3 et les M16A3 et A4 ainsi que le ACR.